# سرتنغة (توية)
سرتنغة (بالفارسية: سرتنگه) هي مستوطنة تقع في إيران في قسم تویة دروار الريفي. يقدر عدد سكانها بـ 71 نسمة بحسب إحصاء 2016.